# Uroseilanden

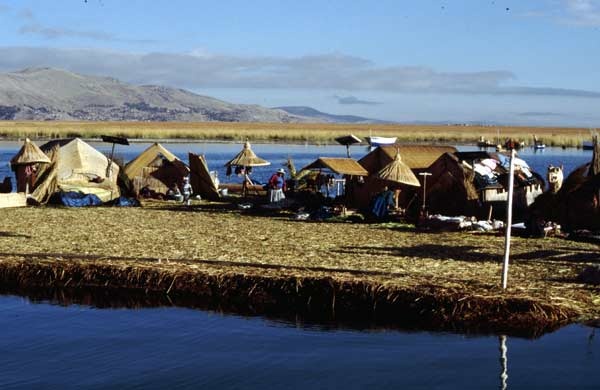
Uroseilanden op het Titicacameer in Puno, Peru.

De Uroseilanden zijn kunstmatige eilanden die zich bevinden op het Titicacameer in de regio Puno in Peru. Het volk van de Uros bouwde deze eilanden oorspronkelijk om de Inca's te ontvluchten. De Inca's domineerden op dat moment namelijk het vasteland.
Vandaag leven er nog ongeveer 3000 nakomelingen van de Uros, hoewel slechts een honderdtal van hen nog steeds op de eilanden leven en deze onderhouden. De eilandjes zijn gemaakt van het riet dat in het Titicacameer groeit.
De dichte wortels die de plant ontwikkelt zorgen ervoor dat de eilanden vastgroeien. Ze zijn verankerd met touwen die naar de bodem van het meer lopen. Het riet aan de onderkant van de eilandjes verrot nogal snel. Daarom wordt er regelmatig riet toegevoegd aan de bovenkant om te compenseren. De eilanden bestaan zo'n 30 jaar.